# リッジクレスト地震
リッジクレスト地震（英語: 2019 Ridgecrest earthquake）は、アメリカ合衆国カリフォルニア州リッジクレストで2019年7月4日から5日にかけて発生したマグニチュード6.4、5.4、および 7.1の地震である。7月5日午後8時19分にマグニチュード7.1の本震が起きた。
現地において過去20年間で最大規模の地震。